# Eldwick
Eldwick – wieś w Anglii, w hrabstwie West Yorkshire. Leży 19 km na zachód od miasta Leeds i 285 km na północny zachód od Londynu.